# Gol Gol, New South Wales
Gol Gol är en ort i Australien. Den ligger i kommunen Wentworth och delstaten New South Wales, i den sydöstra delen av landet, omkring 830 kilometer väster om delstatshuvudstaden Sydney.
Närmaste större samhälle är Mildura, nära Gol Gol.
Omgivningarna runt Gol Gol är i huvudsak ett öppet busklandskap. Trakten runt Gol Gol är nära nog obefolkad, med mindre än två invånare per kvadratkilometer. Genomsnittlig årsnederbörd är 322 millimeter. Den regnigaste månaden är februari, med i genomsnitt 66 mm nederbörd, och den torraste är oktober, med 9 mm nederbörd.